# Masanori Takeishi
| (4703) Kagoshima       | 16. Januar 1988   | [1] |
| (5139) Rumoi           | 13. November 1990 | [1] |
| (5286) Haruomukai      | 4. November 1989  | [1] |
| (5468) Hamatonbetsu    | 16. Januar 1988   | [1] |
| (5640) Yoshino         | 21. Oktober 1989  | [1] |
| (5960) Wakkanai        | 21. Oktober 1989  | [1] |
| (8866) Tanegashima     | 26. Januar 1992   | [1] |
| (9368) Esashi          | 26. Januar 1992   | [1] |
| (10516) Sakurajima     | 1. November 1989  | [1] |
| (11064) Dogen          | 30. November 1991 | [1] |
| (14446) Kinkowan       | 31. Oktober 1992  | [1] |
| (15790) Keizan         | 8. Oktober 1993   | [1] |
| (48498) 1993 BS6       | 30. Januar 1993   | [1] |
| - [1] mit Masaru Mukai |                   |     |

Masanori Takeishi (jap. 武石 正憲, Takeishi Masanori; * 1950) ist ein japanischer Amateurastronom und Asteroidenentdecker. Von 1975 bis 1993 war er der Chefredakteur des Japan Astronomical Circular.
Er wohnt in Hamatonbetsu (früher Teil von Esashi) im Landkreis Esashi, nach denen er die Asteroiden (5468) Hamatonbetsu und (9368) Esashi benannte.
Er entdeckte von 1988 bis 1993 zusammen mit Masaru Mukai insgesamt 13 Asteroiden.
Der Asteroid (7776) Takeishi wurde nach ihm benannt.